# Шалимово (Архангельская область)
Шалимово — село в Вилегодском муниципальном округе Архангельской области.

## География
Находится в юго-восточной части Архангельской области на расстоянии приблизительно 28 км на запад-северо-запад по прямой от административного центра района села Ильинско-Подомское.

## История
Отмечалось в 1710 году как «погост на речке Каменка в Едомской Шалимове слоботке». Упоминалось в 1755 году как место размещения Никольской церкви. В 1794 году отмечалось как починок Архангельской. В 1797 году здесь была построена церковь во имя Михаила Архангела (ныне в частично разрушенном виде). В 1859 году здесь (починок Шалимовский (Ончусовы) Сольвычегодского уезда Вологодской губернии) было учтено 2 двора. До 2020 года было административным центром Беляевского сельского поселения до его упразднения.

## Население
Численность населения: 3 человека (1859 год), 275 (русские 99 %) в 2002 году, 219 в 2010.